# Omar Seraich
Omar Seraich (* 16. März 1997) ist ein algerischer Leichtathlet, der im Langstrecken- und Hindernislauf an den Start geht.

## Sportliche Laufbahn
Erste Erfahrungen bei internationalen Meisterschaften sammelte Omar Seraich im Jahr 2023, als er bei den World University Games in Chengdu in 14:21,13 min den fünften Platz im 5000-Meter-Lauf belegte und auch über 3000 m Hindernis mit 8:43,63 min auf Rang fünf gelangte.
2023 wurde Seraich algerischer Meister im 3000-Meter-Hindernislauf.

## Persönliche Bestzeiten
- 5000 Meter: 14:21,13 min, 6. August 2023 in Chengdu
- 3000 m Hindernis: 8:37,91 min, 24. Juli 2023 in Algier